# 壳牌能源体育场
壳牌能源体育场（英語：Shell Energy Stadium），前名先后為BBVA指南體育場（BBVA Compass Stadium）、BBVA體育場（BBVA Stadium）和PNC體育場（PNC Stadium），是一座位於德克薩斯州休士頓的綜合性體育場，是美國職業足球大聯盟休士頓迪納摩、國家女子足球聯賽休士頓衝鋒和德克薩斯南方老虎足球隊的主場。现由殼牌子公司壳牌能源冠名。

## 外部連結
- 官方網站 （页面存档备份，存于）
- BBVA體育場 （页面存档备份，存于）在StadiumDB.com